# Fred Anderson (Historiker)
Fred Anderson (* 1949) ist ein US-amerikanischer Historiker, der sich hauptsächlich mit dem Siebenjährigen Krieg in Nordamerika und dessen Einfluss auf die Gesellschaft der späteren Vereinigten Staaten beschäftigt.

## Leben
Anderson erhielt 1971 seinen Bachelor-Abschluss von der Columbia State University, 1973 seinen Master und 1981 promovierte er von Harvard University. Er lehrte in Harvard (als Lecturer 1981 bis 1983) und ist Professor an der University of Colorado Boulder.
Anderson war Fellow des Guggenheim-Stipendium, des National Endowment for the Humanities, des Charles Warren Center und der Rockefeller Foundation.

## Werk
Andersons 1984 veröffentlichtes Werk A People’s Army: Massachusetts Soldiers and Society in the Seven Years’ War bezeichnet er selbst als Sozial- und Militärgeschichte. In seinen Augen reflektiert die Miliz der Province of Massachusetts Bay die Kultur der Kolonie. Ihre Motivation sieht Anderson zu einem Teil in ihrer puritanistischen Religion, die ihre Gegner und die verbündeten Briten für sie als böse erscheinen ließ. Robert Middlekauff beschreibt das Buch als viel sagend und faszinierend, doch sieht er verlorenes Potential, weil Anderson die Quellen über das Vertragswesen Neu-Englands ignoriert. Auch weitere Rezensionen fielen positiv aus.
Sein 2000 veröffentlichtes Buch Crucible of War: The Seven Years’ War and the Fate of Empire in British North America, 1754–1766 behandelt den Siebenjährigen Krieg in Nordamerika und seine Folgen, die eventuell zur Amerikanischen Revolution führten. Ian K. Steele lobt das Buch als ein attraktiver Anfang zum Anfang von neuen historischen Diskussionen über den Siebenjährigen Krieg als „Erstem Weltkrieg“ und seinen Konsequenzen. Benjamin H. Newcomb nennt es bedeutendes Werk für die Forschung dieses Themas.
Zusammen mit Andrew Cayton schrieb er das 2005 veröffentlichte Buch The Dominion of War: Empire and Liberty in North America, 1500–2000, welches die Geschichte der Vereinigten Staaten mit Fokus auf imperialistisch geprägte Kriege behandelt. Diese wird durch die Linse von Biografien, z. B. George Washington, gesehen. Mit ihrem Fokus auf Imperialismus kritisieren sie den Mythos der friedlichen Vereinigten Staaten. Rezensionen fielen positiv aus.

## Veröffentlichungen
- A People’s Army: Massachusetts Soldiers and Society in the Seven Years’ War, University of North Carolina Press 1984
- Crucible of War: The Seven Years’ War and the Fate of Empire in British North America, 1754–1766 Knopf, New York 2000. ISBN 0-375-40642-5
- mit Andrew Cayton: The Dominion of War: Empire and Liberty in North America, 1500–2000, Viking 2005
- The War That Made America: A Short History of the French and Indian War, Viking 2005 (Begleitbuch zur PBS Fernsehserie The War that made America (2006) über die Indianerkriege)

## Auszeichnungen
- Jamestown Prize: A People’s Army: Massachusetts Soldiers and Society in the Seven Years’ War
- Francis Parkman Prize: Crucible of War: The Seven Years’ War and the Fate of Empire in British North America, 1754–1766
- Mark Lynton History Prize: Crucible of War: The Seven Years’ War and the Fate of Empire in British North America, 1754–1766
- Colorado Book Award: Crucible of War: The Seven Years’ War and the Fate of Empire in British North America, 1754–1766